# Straßenbahn Brescia
| \| \| \| Abstellanlage \| \| \| \| \| Pendolina \| \| \| \| \| Polivalente \| \| \| \| \| Risorgimento \| \| \| \| \| Urago Mella \| \| \| \| \| Torricella \| \| \| \| \| geplante Linie T3 nach Badia \| \| \| \| \| Colombo Umstieg T3 \| \| \| \| \| Flumicello \| \| \| \| \| Volturno \| \| \| \| \| Canton d’Albera \| \| \| \| \| San Faustino (Metropolitana) \| \| \| \| \| \| \| \| \| \| \| \| \| \| \| Fossa Bagni-Castello \| \| \| \| \| \| \| \| \| \| \| \| \| \| \| \| \| \| \| \| Mazzini \| \| \| \| \| Zanardelli \| \| \| \| \| Palagiustizia Umstieg T3 \| \| \| \| \| \| \| \| \| \| geplante Linie T3 von Mille Miglia \| \| \| \| \| \| \| \| \| \| \| \| \| \| \| \| \| \| \| \| Stazione \| \| \| \| \| Repubblica \| \| \| \| \| \| \| \| \| \| Corsica \| \| \| \| \| Parco Pescheto \| \| \| \| \| Salgari \| \| \| \| \| Orzinuovi \| \| \| \| \| Chiesanuova \| \| \| \| \| Fiera \| \| \| \| \| Betriebswerk und Depot Fiera \| \| |  |                                    |                                    |
| U-Bahn-Betriebsstelle Streckenanfang (Strecke außer Betrieb) |  | Abstellanlage                      | Abstellanlage                      |
| U-Bahn-Bahnhof (Strecke außer Betrieb) |  | Pendolina                          | Pendolina                          |
| U-Bahn-Haltepunkt / Haltestelle (Strecke außer Betrieb) |  | Polivalente                        | Polivalente                        |
| U-Bahn-Haltepunkt / Haltestelle (Strecke außer Betrieb) |  | Risorgimento                       | Risorgimento                       |
| U-Bahn-Haltepunkt / Haltestelle (Strecke außer Betrieb) |  | Urago Mella                        | Urago Mella                        |
| U-Bahn-Haltepunkt / Haltestelle (Strecke außer Betrieb) |  | Torricella                         | Torricella                         |
| U-Bahn-Abzweig geradeaus und von rechts (Strecke außer Betrieb) |  | geplante Linie T3 nach Badia       | geplante Linie T3 nach Badia       |
| U-Bahn-Bahnhof (Strecke außer Betrieb) |  | Colombo Umstieg T3                 | Colombo Umstieg T3                 |
| U-Bahn-Haltepunkt / Haltestelle (Strecke außer Betrieb) |  | Flumicello                         | Flumicello                         |
| U-Bahn-Haltepunkt / Haltestelle (Strecke außer Betrieb) |  | Volturno                           | Volturno                           |
| U-Bahn-Haltepunkt / Haltestelle (Strecke außer Betrieb) |  | Canton d’Albera                    | Canton d’Albera                    |
| U-Bahn-Strecke quer · ehemaliger U-Bahn-Turmbahnhof mit Tunnelstrecke (Strecke geradeaus außer Betrieb) · U-Bahn-Strecke quer |  | San Faustino (Metropolitana)       | San Faustino (Metropolitana)       |
| U-Bahn-Abzweig geradeaus und nach links (Strecke außer Betrieb) · U-Bahn-Strecke von rechts (außer Betrieb) |  |                                    |                                    |
| U-Bahn-Strecke (außer Betrieb) · U-Bahn-Strecke geradeaus (außer Betrieb) |  |                                    |                                    |
| U-Bahn-Haltepunkt / Haltestelle (Strecke außer Betrieb) · U-Bahn-Haltepunkt / Haltestelle (Strecke außer Betrieb) |  | Fossa Bagni-Castello               | Fossa Bagni-Castello               |
| U-Bahn-Abzweig geradeaus und von links (Strecke außer Betrieb) · U-Bahn-Strecke nach rechts (außer Betrieb) |  |                                    |                                    |
| U-Bahn-Tunnelanfang (Strecke außer Betrieb) |  |                                    |                                    |
| U-Bahn-Tunnelende (Strecke außer Betrieb) |  |                                    |                                    |
| U-Bahn-Haltepunkt / Haltestelle (Strecke außer Betrieb) |  | Mazzini                            | Mazzini                            |
| U-Bahn-Haltepunkt / Haltestelle (Strecke außer Betrieb) |  | Zanardelli                         | Zanardelli                         |
| U-Bahn-Bahnhof (Strecke außer Betrieb) |  | Palagiustizia Umstieg T3           | Palagiustizia Umstieg T3           |
| U-Bahn-Strecke von links (außer Betrieb) · U-Bahn-Abzweig geradeaus und nach rechts (Strecke außer Betrieb) |  |                                    |                                    |
| U-Bahn-Strecke (außer Betrieb) · U-Bahn-Abzweig geradeaus und nach links (Strecke außer Betrieb) |  | geplante Linie T3 von Mille Miglia | geplante Linie T3 von Mille Miglia |
| U-Bahn-Strecke (außer Betrieb) · U-Bahn-Strecke geradeaus (außer Betrieb) |  |                                    |                                    |
| U-Bahn-Strecke nach links (außer Betrieb) · U-Bahn-Abzweig geradeaus und von rechts (Strecke außer Betrieb) |  |                                    |                                    |
| U-Bahn-Strecke · Strecke von links |  |                                    |                                    |
| U-Bahn-Bahnhof · Bahnhof |  | Stazione                           | Stazione                           |
| U-Bahn-Haltepunkt / Haltestelle (Strecke außer Betrieb) · Strecke |  | Repubblica                         | Repubblica                         |
| Strecke quer · U-Bahn-Kreuzung geradeaus oben · Strecke nach rechts |  |                                    |                                    |
| U-Bahn-Haltepunkt / Haltestelle (Strecke außer Betrieb) |  | Corsica                            | Corsica                            |
| U-Bahn-Haltepunkt / Haltestelle (Strecke außer Betrieb) |  | Parco Pescheto                     | Parco Pescheto                     |
| U-Bahn-Haltepunkt / Haltestelle (Strecke außer Betrieb) |  | Salgari                            | Salgari                            |
| U-Bahn-Haltepunkt / Haltestelle (Strecke außer Betrieb) |  | Orzinuovi                          | Orzinuovi                          |
| U-Bahn-Haltepunkt / Haltestelle (Strecke außer Betrieb) |  | Chiesanuova                        | Chiesanuova                        |
| U-Bahn-Bahnhof (Strecke außer Betrieb) |  | Fiera                              | Fiera                              |
| U-Bahn-Betriebs-/Güterbahnhof Streckenende (Strecke außer Betrieb) |  | Betriebswerk und Depot Fiera       | Betriebswerk und Depot Fiera       |

Die Straßenbahn Brescia (italienisch Rete tranviaria di Brescia), war ein bis 1949 betriebenes Straßenbahnnetz in der norditalienischen Großstadt Brescia, die mit sieben innerstädtischen sowie fünf zusätzlichen Überlandlinien neben dem städtischen auch den öffentlichen Nahverkehr der Region bediente.
Im Juni 2025 wurde der Auftrag für den Neubau einer Straßenbahnlinie T2 an den temporären Firmenzusammenschluss, bestehend aus Manelli Impresa, Alstom Ferroviaria, Alstom Transport und Hitachi Rail Italy, als erstem Bauabschnitt eines zukünftigen Straßenbahnnetzes mit vorerst zwei Linien vergeben.

## Geschichte des ersten Netzes

Das Streckennetz 1914: rot die städtischen, blau die Überlandlinien

Der Schienennahverkehr in Brescia begann Anfang der 1880er Jahre mit der Eröffnung der ersten Dampfstraßenbahn 1881 und einer ersten kurzen innerstädtischen Pferdewagenlinie 1882. Die ersten Linien wurden zunächst von der belgischen Gesellschaft Tramways à vapeur de la province de Brescia betrieben. Später wurden sie kommunalisiert und von der Stadtwerkegesellschaft elektrifiziert. Ab den 1930er Jahren wurden sie schrittweise durch Oberleitungsbusse ersetzt.
Die Provinzialregierung genehmigte 1880 den Bau von Dampfstraßenbahnen auf den in ihrem Zuständigkeitsbereich liegenden Straßen. Allerdings mussten diese Linien außerhalb der Stadtmauern Brescias enden, da die städtischen Straßen im Rahmen der Kommunalen Selbstbestimmung unter der Obhut der Stadtverwaltung standen. Deshalb startete die Straßenbahnlinie Brescia–Orzinuovi in der Nähe des Bahnhofs, die Linie nach Gardone Val Trompia an der Porta Trento, während die Linien Brescia–Salò/Vobarno und Brescia–Montichiari an der Porta Venezia ihre Endstation hatten. Im Januar 1881 erwarb die Tramways à Vapeur ein Grundstück in Bahnhofsnähe mit dem erklärten Ziel, dort einen zentralen Halt für ihre Straßenbahnlinien zu errichten. Die Gesellschaft beantragte bei der Gemeinde Brescia, Eigentümerin des äußeren Rings, die Möglichkeit, ihre Linien zu vereinigen und in Bahnhofsnähe enden zu lassen. Die Gemeindeverwaltung stimmte dem Antrag unter der Bedingung zu, dass die Endstation innerhalb der Stadtmauern errichtet würde. Daraufhin wurden zwei Projekte vorgestellt, die beide durch die Porta Cremona führten: das erste sah eine Endstation in der Nähe der heutigen Via del Territorio vor, das zweite in der Nähe der Piazza Duomo. Weil aber der Dampfbetrieb in den engen Straßen der Stadt zu gefährlich erschien, wurden der Betrieb mit Zugpferden von Seiten der Stadt gefordert. Die Strecke Bahnhof–Piazza Duomo wurde am 12. Juni 1882 eröffnet. Die lange Fahrzeit von 20 Minuten, also länger, als zu Fuß zu schaffen gewesen wäre, sorgte sofort für Kontroversen. Darüber hinaus wurde die geringe Fahrgastzahl im Abschnitt nach dem Corso del Teatro bemängelt, weshalb beschlossen wurde, den Abschnitt ab Via del Dosso (den ersten Teil der heutigen Via Mazzini) zu streichen und die Strecke in Richtung Porta Venezia fortzusetzen, wo die Pferdebahn an die Überlandlinie nach Vobarno angeschlossen werden sollte. Die neue Strecke wurde bereits am 14. November 1882 für den öffentlichen Verkehr freigegeben.
In der Sitzung vom 20. Oktober 1882 wurde zudem die Eröffnung einer Pferdebahn von der Porta Milano zur Porta Venezia beschlossen, die am 6. Januar 1883 eröffnet und mit einer grünen Markierung gekennzeichnet wurde, während die Linie Porta Venezia–Stazione eine rote Markierung bekam. Zur Verbindung der vier außerstädtischen Dampfstraßenbahnen wurde eine weitere Pferdebahn zwischen Porta Milano und den Ortsteilen Borgo San Giovanni und Ponte San Giacomo (an der Mella) gebaut, die am 6. September 1885 eröffnete wurde. In der zweiten Hälfte der 1880er Jahre wurden weitere Pferdebahnen entlang des Abschnitts Porta Trento–Stocchetta der Strecke Brescia–Gardone Val Trompia und entlang des Abschnitts Porta Venezia–Sant’Eufemia der Strecke Brescia–Vestone eröffnet.
Wegen der Ausstellung „Esposizione di Brescia“, die 1904 im Schloss stattfand, verwarf die Stadtverwaltung unter Bürgermeister Federico Bettoni das Projekt einer Standseilbahn von der Piazza Martiri di Belfiore und entschied sich für den Bau einer elektrischen Straßenbahnlinie, die den Corso Zanardelli mit der Stadtfestung verbinden sollte. Der Bau wurde Tramways à Vapeur übertragen. Die Strecke bot die Gelegenheit, den Vorschlag wiederzubeleben, Porta Cremona und Porta Trento durch eine Straßenbahn zu verbinden: ein Projekt, das bis dahin aufgrund der engen Straßen nördlich des Palazzo della Loggia nicht realisierbar gewesen war. Der Durchgang der Ausstellungslinie durch die Via San Faustino wurde tatsächlich nur dank der Verbreiterung der Straße ermöglicht, eine Folge der Entscheidung des Masterplans von 1897, einige Gebäude zwischen Celato und Rua Sovera abzureißen.

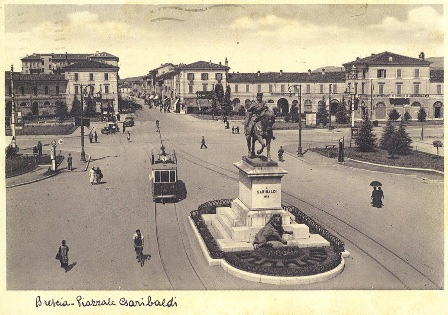
Die Straßenbahn auf der Piazzale Garibaldi (1920)

Nach der Ausstellung gab Tramways à Vapeur den Betrieb der Linie nicht auf, sondern teilte der Stadtverwaltung mit, dass es die Linie Porta Trento-Porta Cremona bauen würde, wenn es eine Verlängerung der Betriebsgenehmigung für die städtischen Linien erhielte, die 1906 auslief. Die Società Elettrica Bresciana (SEB) erhielt am 29. Mai 1905 vom Stadtrat die Möglichkeit, die Straßenbahn Brescia–Cellatica–Gussago ebenfalls mit elektrischem Antrieb zu bauen. Am 27. September desselben Jahres gelang es SEB, vom Stadtrat auch die Konzession für die Linie Porta Trento–Porta Cremona zu erhalten, wodurch das Monopol von Tramways à Vapeur auf dem städtischen Netz endete. Das belgische Unternehmen musste die Ausrüstung der Linie Corso Zanardelli–Castello an SEB abtreten. Danach wurde der Abschnitt Piazza Loggia–Corsetto Sant’Agata–Via San Faustino innerhalb weniger Wochen stillgelegt und durch die kürzere Strecke Piazza Loggia–Via San Faustino ersetzt, die eine neue Stadtplanung ermöglichte. Das Duopol im Betrieb des städtischen Netzes war nur von kurzer Dauer. Das bevorstehende Auslaufen der Lizenz der Tramways à Vapeur veranlasste den Stadtrat unter Bettoni, alle Linien zu kommunalisieren, wie es das Giolitti-Gesetz vorsah, und ratifizierte am 5. Juni 1906 das Projekt zur Kommunalisierung des Straßenbahnbetriebs. Diese wurde am 3. Februar 1907 einem Referendum unterzogen, bei dem 5274 von 9175 Abstimmungsberechtigten teilnahmen (57,5 %) und 3621 dafür stimmten (68,7 %). Alle im Stadtrat vertretenen politischen Kräfte unterstützten die Kommunalisierung, nur die SEB unterstützte die Nein-Kampagne und schlug vor, das städtische Netz zu übernehmen und es zu elektrifizieren. Anfang 1907 begannen die Arbeiten zur Elektrifizierung der Straßenbahnen im historischen Zentrum und die Strecke Porta Trento-Porta Cremona wurde am 25. September in Betrieb genommen. Die Strecken Porta Milano-Porta Venezia und Corso Zanardelli-Stazione folgten am 6. Januar 1908. Vor allem in der ersten Hälfte der 1910er Jahre sowie in der zweiten Hälfte der 1920er Jahre wurden mehrere neue Strecken eröffnet, einige nur eingleisig existierende wurden zweigleisig ausgebaut.
Allerdings standen dann in den 1930er Jahren mit Ablauf der Nutzungszeiten der vorhandenen Infrastruktur umfangreiche Sanierungen an Gleisen und Wagen an. Die Bewertung der Instandhaltung fiel negativ aus, denn abgesehen von den Kosten für den Materialaustausch lag die Durchschnittsgeschwindigkeit der Straßenbahn bei etwa 10 Stundenkilometern und die Wagen mussten kurz bleiben, um die engen Kurven im Stadtzentrum zu bewältigen. Daher wurde beschlossen, ein neues System zu untersuchen, das die Straßenbahnen ersetzen sollte. 1932 wurde ein Busbetrieb mit Verbrennungsmotor getestet, der Sant’Eustacchio und Bottonaga verband. Die Ergebnisse waren jedoch enttäuschend. Man beschloss daher, ein Obussystem zu testen. Nach erfolgreichen Tests wurde der Obus schrittweise in das öffentliche Verkehrssystem der Stadt aufgenommen. 1935 wurde die Linie 3 (Porta Milano–San Giacomo) umgebaut. 1936 war die Linie 4 an der Reihe und am 1. Januar 1937 wurden die „Städtischen Straßenbahnen“ der städtischen Dienste in „Städtische Elektrische Obusse“ umbenannt. Im November desselben Jahres wurden auch die Straßenbahnlinien 1 und 2 von Obussen übernommen. Ende der 1930er Jahre waren nur noch die städtischen Straßenbahnen in Betrieb, die das Zentrum mit den Vororten Mompiano und Sant’Eufemia verbanden: die Straßenbahnlinien 5 und 6. Während des Zweiten Weltkriegs beschloss die neue Stadtverwaltung, die letzten beiden Linien auch auf Obusse umzustellen und so war 1948 die Straßenbahn nach Sant’Eufemia an der Reihe. Am 3. Oktober 1949 wurde die Linie 5 als letzte eingestellt und durch Obusse ersetzt.
Anfang der 1950er Jahre verschwanden auch die Straßenbahnen des außerstädtischen Netzes nach und nach.

## Neubauprojekt

Das geplante neue Liniennetz der Straßenbahn Brescia (Stand 2024)

Ab den 1980er Jahren suchten die Stadtwerke Brescias, die Azienda dei Servizi Municipalizzati (ASM), die das Busnetz betrieben, nach Lösungen für die Mobilitäts- und Parkplatzprobleme in der Stadt, die in den vorangegangenen zwei Jahrzehnten schnell gewachsen war. Eine automatische Stadtbahn wurde als geeignete Infrastruktur für die Entwicklung des neuen städtischen Verkehrsnetzes angesehen. 1988 gab es eine internationale Ausschreibung zur Projektentwicklung, aber die politische Krise der Stadträte zwischen 1990 und 1994 stoppte das Projekt. Im Jahr 1996, während der Studien und Analysen für den neuen Piano regolatore generale comunale (entspricht einem Flächennutzungsplan), focht der Architekt Bernardo Secchi das priorisierte U-Bahn-Projekt an und schlug als Alternative ein oberirdisches Straßenbahnnetz vor, das entlang dreier Linien aufgebaut werden sollte: Mompiano–Stazione–San Polo, Urago Mella–Stazione–Chiesanuova und Mandolossa–Stazione–Sant’Eufemia. Er konnte sich damit weder im Stadtrat noch beim Direktor der ASM, Renzo Capra, durchsetzen, die ihrerseits das U-Bahn-Projekt durchsetzen wollten, das dann gebaut und 2013 in Betrieb genommen wurde. Immerhin blieben die drei Linien Secchis im Masterplan enthalten, sie wurden in oberirdische Buslinien umgewandelt und Linea ad Alta Mobilità (LAM) genannt.
Im Jahr 2014 bekundete der Stadtrat unter Bürgermeister Emilio Del Bono Interesse an der Einführung einer Straßenbahn als hochwertiges Verkehrsmittel für die von der U-Bahn nicht erschlossenen Stadtviertel. Das Projekt für ein neues Netz wurde in den Piano urbano di mobilità sostenibile (PUMS, auf Deutsch Plan für nachhaltige städtische Mobilität) aufgenommen, der im Februar 2018 vom Stadtrat genehmigt wurde. Ein wesentliches Argument für diese Entscheidung war das Ergebnis der Kosten-Nutzen-Bewertung einer zweiten Linie der Metropolitana in West-Ost-Richtung, die das römische Ingenieurbüro Ambiente Trasporti Progettazione (ATP) bereits in 2017 vorgelegt hatte. Demnach rechtfertigt das zu erwartende Fahrgästeaufkommen nicht den Bau einer kapazitätsstarken, aber deutlich teureren U-Bahn-Linie. ATP schlug stattdessen den Aufbau eines die bestehende Metropolitana ergänzenden Stadtbahnnetzes vor. Somit sah der PUMS die Entwicklung von drei Strecken vor: Pendolina–Via Mazzini–Stazione–Fiera, Violino–Via Mazzini–Sant’Eufemia und Fiera–Stazione–Sant’Eufemia.
Brescia Mobilità, die in der Nachfolge der zum 31. Dezember 2007 aufgelösten ASM den öffentlichen Stadtverkehr in Brescia betreibt, einigte sich mit der italienischen Staatsbahn Ferrovie dello Stato (FS) noch im selben Jahr auf die Ausarbeitung eines Vorprojekts. Es wurde der Bau zweier Straßenbahnlinien in Brescia geplant: eine Linie T2 von Pendolina im Nordwesten nach Fiera mit dem neuen Pala Eib–Sportkomplex im Südwesten, weitgehend entlang der heutigen Buslinie 2. Und als zweite eine Linie T3, eine West-Ost-Durchmesserlinie, welche die Via Vallecamonica in Badia mit der Viala Bonata in Mille Miglia verbindet. Das sollte im Rahmen einer Projektfinanzierung erfolgen, wobei die Stadtverwaltung erst nach Abschluss der Arbeiten finanziell verpflichtet wäre. Im folgenden Jahr wurde das Projekt dem italienischen Verkehrsministerium, dem Ministero delle infrastrutture e dei trasporti (MIT) vorgelegt, um eine Finanzierung zu erhalten, die 51 Prozent der Baukosten abdecken sollte. Allerdings nahm das MIT das Projekt Brescias nicht in die Förderliste auf. Trotzdem brachte der Stadtrat von Brescia die Pendolina–Fiera–Linie Anfang 2021 in Zusammenarbeit mit Brescia Mobilità eigenständig auf den Weg. Daraufhin sagte das MIT 359 Millionen Euro für die Investition noch in 2021 zu und weitere 63 Million in 2023.
Am 24. Juli 2024 beauftragte der Stadtrat dann Brescia Mobilità mit der Ausschreibung des Projektes und der Bestimmung eines Auftragnehmers. Im Juni 2025 erteilte Brescia Mobilità dem temporären Firmenzusammenschluss unter der Führung von Manelli Impresa und unter Beteiligung von Hitachi Rail Italy, Alstom Ferroviaria sowie Alstom Transport, den Auftrag zum Bau von Brescias Straßenbahnlinie T2 von Pendolina zum Messegelände. Das gesamte Investitionsvolumen beträgt nurmehr 326 Millionen Euro, von denen 161 Millionen für den Bau der Strecke und des Depots (Manelli), 88 Millionen für Signaltechnik (Alstom) und 77 Millionen für die Fahrzeugflotte von insgesamt 18 Einheiten (Hitachi) anfallen. Der Betrieb soll im Jahr 2030 aufgenommen werden.

## Strecke
Die Strecke wird insgesamt 11,3 Kilometer lang sein, durchgehend zweigleisig und weitgehend ebenerdig verlaufen. Auf 3,1 Kilometern Strecke in der Altstadt wird es zur Wahrung des Stadtbildes keine Fahrleitung geben, dort werden die Fahrzeuge im Batteriebetrieb unterwegs sein. Sowohl im Bereich der geteilten Station Fossa Bagni-Castello als auch im Bereich Via Solferino wird es durch die Enge der Straßen jeweils zwei eingleisige Abschnitte geben. Zwischen den Stationen Fossa Bagni-Castello und Mazini wird die Strecke durch den 430 Meter langen Tunnel Galleria Tito Speri unter dem Kastell hindurch führen. Der Tunnel wird entsprechend umgebaut. An der Station San Faustino sowie am Bahnhof (Haltestelle Stazioni), wo Anschluss an die Fernbahn besteht, wird es Umsteigemöglichkeiten zur Linie T1, der Metropolitana di Brescia, geben.

## Fahrzeuge
Die 18 geplanten Fahrzeuge der Straßenbahn Brescia werden vollklimatisierte Triebwagen sein, die bei 52 Sitzplätzen insgesamt 216 Passagieren Platz bieten. Die Fahrzeuge werden mit einem Advanced Driver Assistant System (ADAS) ausgestattet sein, dessen Anti-Kollisions-Funktion potentielle Gefährdungen durch Personen oder Fahrzeuge auf dem Gleis erkennt. Die neuen Fahrzeuge sollen zu 98 Prozent recycelbar sein und durch Energierückgewinnung beim Bremsen sowie einem innovativen Eco-Drive-Algorithmus 15 bis 20 Prozent weniger Strom verbrauchen.
Betriebswerk und Depot befinden sich am südwestlichen Streckenende in Fiera, am Nordende in Pendolina wird es eine Abstellanlage geben.